# Microsoft AutoRoute
Microsoft AutoRoute је укинути програм за планирање путовања, и европска верзија Microsoft Streets & Trips. Покрива Уједињено Краљевство и целу Европу, укључујући европски део Русију, као и Јерменију, Азербејџан, Грузију, Кипар и целу Турску. AutoRoute је произведен на неколико европских језика поред енглеског, и у два одвојена издања: AutoRoute и AutoRoute GPS.

## Историја
Microsoft AutoRoute је првобитно био заснован на Automap-у, софтверу за планирање рута који је креирала британска софтверска компанија NextBase Limited. NextBase су основали пет пријатеља који су радили из куће у Ешеру у Енглеској, пре него што су се на крају преселили у индустријски парк у Стејнсу. Његов први производ је био AutoRoute, који је издат 1988.

## AutoRoute
Како Microsoft наводи, AutoRoute је „прилагодљиви софтвер за планирање путовања који вам помаже да добијете тачна упутства, лако истражујете нове области и успут пронађете услуге које желите и које су вам потребне. Можете да креирате распоред путовања и превучете и отпустите део руте на другу део пута за прављење заобилазних тачака је лако прегледати и додати вашем путовању, AutoRoute вам даје детаљна упутства од врата до врата и више од 5 милиона миље пловних путева и аутопутева широм Европе на дохват руке." Софтвер покрива 37 земаља источне и западне Европе.